# Пеги Никълсън
Пеги Никълсън (на английски: Peggy Nicholson) е американска писателка на бестселъри в жанра любовен роман.

## Биография
Пеги Никълсън е родена в Тексас, САЩ. Баща ѝ е борсов спекулант, а майка ѝ обича забавленията и приключенията. Израства в малко ранчо до Хюстън сред много домашни животни. Любовта ѝ към животните се отразява и в нейното творчество.
Завършва Университета „Браун“ в Роуд Айлънд с магистърска степен по изкуство и английски език. В продължение на 10 години преподава изкуство в обществената гимназия. Влага усилия да възстанови дървена платноходка от 1920 година. После я заменя за по-голяма лодка, на която живее в продължение на 10 години. Има идеята да пътува с нея по целия свят, но това никога не се осъществява.
Публикува първите си романи през 1984 г.

## Произведения

### Самостоятелни романи
- The Darling Jade (1984)
- Run So Far (1984)
- Dolphins for Luck (1984)
- Soft Lies, Summer Light (1985)
- Child's Play (1986)
- The Light Fantastic (1987)
- Tender Offer (1989)
- Пламенна мечта, Burning Dreams (1991)
- Шахмат, Checkmate (1991)
- Природни дарове, Pure and Simple (1993)
- The Truth About George (1994)
- You Again (1996)
- The Scent of a Woman (1997)
- Her Bodyguard (1999)
- The Wildcatter (2002)

### Серия „Кери Хил“ (Kerry Hill Casecrackers)
1. The Case of the Furtive Firebug (1994)
2. The Case of the Squeaky Thief (1994)
3. The Case of the Mysterious Codes (1994)
4. The Case of the Lighthouse Ghost (1994)

### Серия „Ловци на кости“ (Bone Hunters)
1. An Angel in Stone (2005)
2. A Serpent in Turquoise (2006)

### Участие в съвместни серии с други писатели

#### Серия „Опасни за любов в САЩ“ (Dangerous To Love USA)
39. The Twenty-Third Man (1997)
от серията има още 49 романа от различни автори

#### Серия „До 2000 г.: Удовлетвореност“ (By the Year 2000: Satisfaction)
- Don't Mess with Texans (1999)

от серията има още 2 романа от различни автори

#### Серия „Сватба от неудобство“ (Marriage of Inconvenience)
8. The Baby Bargain (2000)
от серията има още 14 романа от различни автори

#### Серия „Девет месеца по-късно“ (Nine Months Later)
- True Heart (2001)

от серията има още 63 романа от различни автори

#### Серия „Аз, ти и децата“ (You, Me and the Kids)
4. Kelton's Rules (2003)
от серията има още 22 романа от различни автори

#### Серия „Къща на ранчото“ (Home on the Ranch)
25. More Than a Cowboy (2004)
от серията има още 41 романа от различни автори

### Сборници разкази и новели
- Облогът, Hartz and Flowers в Празници на любовта, My Valentine (1991) – с участието на Катрин Артър, Деби Макомбър и Лий Майкълс
- Homeward Bound (2005) – с участието на Ан Хейвън
- Baby Connection (2008) – с участието на Мариса Карол